# Транзит (фильм, 2018)
«Транзит» (нем. Transit) — немецко-французский драматический фильм 2018 года, поставленный режиссёром Кристианом Петцольдом по роману Анны Зегерс. Мировая премьера состоялась 17 февраля 2018 года на 68-м Берлинском международном кинофестивале, где фильм участвовал в основной конкурсной программе.
Фильм, хотя в целом и повторяет сюжет книги-первоисточника и неоднократно воспроизводит прямые цитаты из неё в виде закадрового комментария, поставлен не в декорациях времён Второй мировой войны, а в декорациях современной Франции. Вместо карательных операций вермахта в фильме представлены полицейские облавы на беженцев-нелегалов.

## Сюжет
Наши годы. Франция оккупирована нацистской Германией, вот-вот начнутся этнические чистки. Радиотехник-немец Георг, бежавший из концлагеря, случайно сталкивается в парижском кафе со знакомым по имени Пауль, который передаёт ему два письма, адресованные писателю-коммунисту Вайделю, и просит доставить их в отель. Полиция начинает проверять документы у прохожих, Пауля арестовывают на улице, а Георгу удаётся сбежать. В отеле Георг обнаруживает, что Вайдель покончил с собой, узнав, что его последний роман отвергнут издательством, а жена от него уходит. Георг забирает его документы и рукопись неоконченного произведения. После этого он вместе с раненым другом Хайнцем садится на поезд до Марселя (Марсель ещё свободен от немецких войск), в пути читая письма Вайделя. Одно из них написала его жена Мари, которая покинула его ранее, но теперь хочет воссоединиться с мужем. Другое отправлено из мексиканского консульства — Вайделя просят забрать визу и билет в Мексику. Хайнц умирает в пути от заражения крови.
В Марселе Георг находит семью Хайнца, также нелегальных мигрантов, и сообщает жене Мелиссе и сыну о его гибели. Георг быстро сдружился с сыном Хайнца, Дриссом, и навещает его время от времени. Также Георг посещает мексиканское консульство, где пытается вернуть вещи Вайделя, однако работники консульства уверены, что Вайдель — это сам Георг, а он не находит сил их разубеждать и забирает визу. Теперь ему нужно получить транзитные визы США и Испании. В очередях он вынужден выслушивать других беженцев — евреев, отчаянно пытающихся выехать из Франции в безопасные страны и остановившихся в Марселе лишь ненадолго. Георг меняет фотографию Вайделя в документах на свою и теперь может свободно передвигаться по Марселю. В городе Георг постоянно сталкивается с загадочной женщиной, которая явно принимает его за другого, а затем убегает, обнаружив ошибку; Георг влюбляется в неё.
Нацистская армия захватывает города всё дальше и дальше на юг. Дрисс заболевает, и Георг находит врача, Рихарда, который соглашается осмотреть ребёнка без документов. Доктор интересуется, почему Дрисс так зол на Георга, и тот рассказывает, что мальчик узнал о том, что Георг уезжает в Мексику один. Рихард тоже вынужден уехать один — его девушка отказывается садиться на корабль, пока не найдёт своего мужа. Девушкой оказывается Мари, жена Вайделя — и это с ней Георг постоянно сталкивался. Георг получает для Мари транзитную визу США, чтобы уехать в Мексику вместе. Рихард садится на свой корабль, но затем сходит на берег, не в силах оставить Мари одну. Он готовится пересечь с ней Пиренеи, несмотря на очевидную самоубийственность этого плана. Мари же бесконечно ходит по консульствам, где её уверяют, что Вайдель был там буквально пять минут назад, и она с нетерпением ждёт встречи с ним, но каждый раз опаздывает.
Георг принимает решение передать свою визу Рихарду и сажает их с Мари на корабль, однако пару дней спустя ему кажется, что он видит её на улице. Он бежит в портовую администрацию, чтобы узнать, села ли она на корабль, и ему сообщают, что она была на борту, но корабль подорвался на мине, и все пассажиры погибли. С этого дня Георг проводит все дни в кафе, где они часто виделись с Мари, и ждёт её.

## В ролях

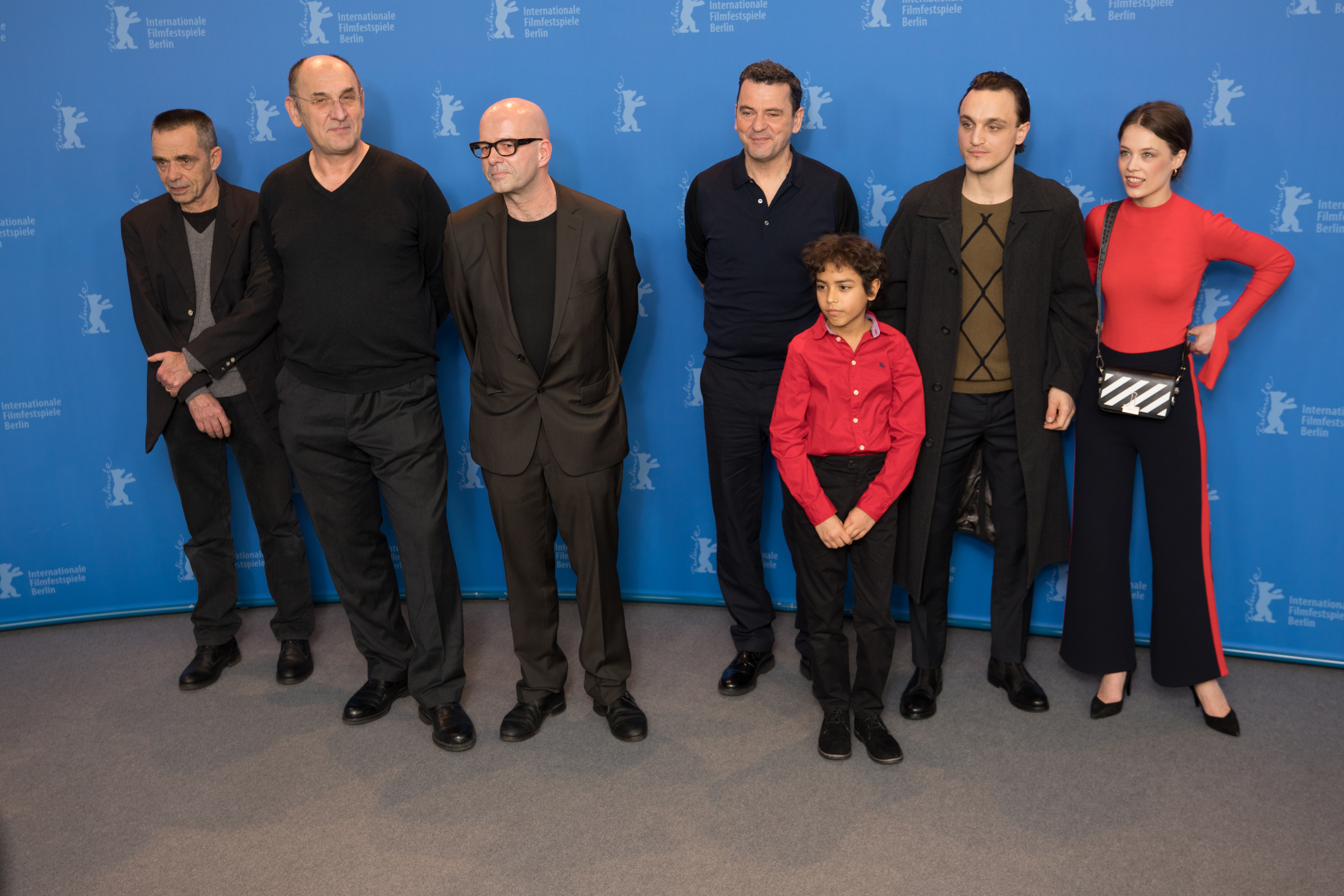
Съёмочная группа фильма на Берлинале 2018

| Актёр           | Роль               |
| --------------- | ------------------ |
| Франц Роговский | Георг              |
| Паула Бер       | Мари               |
| Годехард Гизе   | Рихард             |
| Лильен Батман   | Дрисс              |
| Марьям Заре     | Мелисса            |
| Барбара Ауэр    | женщина с собаками |
| Маттиас Брандт  | бармен             |
| Себастиан Хюльк | Пауль              |
| Роналд Кукулис  | Хайнц              |

## Критика
Текст романа Зегерс читает закадровый рассказчик, бармен в кафе; при этом его слова не всегда совпадают с происходящим на экране. Писательница сама бежала из Германии в Мексику через Марсель в 1940 году, пока её муж был в концлагере Ле-Верне; роман содержит автобиографические детали.
Режиссёр Кристиан Петцольд не в первый раз обращается к теме фашизма. В «Транзите» он решил перенести действие из 1940-х годов в современность с небольшими изменениями (убрав мобильные телефоны и т. д.), чтобы создать ощущение безвременья. Герои находятся в бесконечной петле времени, не в силах покинуть Марсель. Одновременно с этим имеются и намеренные анахронизмы: так Георг отмечает сходство марсельцев с зомби из Рассвета мертвецов.
Фильм положительно встречен критиками. На Rotten Tomatoes рейтинг фильма — 95 % (рейтинг аудитории — 71 %). Сайт Metacritic присвоил «Транзиту» 84/100 на основе 27 рецензий. Во Франции, однако, пользовательский рейтинг картины составил 2,9/5.
Критики положительно высказывались о гнетущей атмосфере фильма, наполненной страхом, скукой и безнадёжностью, и недосказанностях, которые режиссёр не пытается разжевать для зрителей. При этом Майкл Филлипс из Chicago Tribune посчитал, что кое-где действия слегка недостаточно, а Дэвид Эрлих из Indiewire посетовал на избыточное теоретизирование режиссёра. Также «Транзит» хвалили за эмпатию к беженцам и их положению и саундтрек.
Петцольд усиливает тревоги героев и их переживания, не превращая при этом фильм в мелодраму. Многие критики сравнивали «Транзит» с «Касабланкой», причём Дэвид Эрлих назвал его «Касабланкой пера Кафки». Операторская работа не позволяет «Транзиту» превратиться в фильм жанра нуар — Марсель в «Транзите» это залитое солнцем чистилище.
Похвалы удостоился и подбор актёров. Многие положительно отмечали игру Роговски и его схожесть с Хоакином Фениксом, а также попадание героини Заре в образ. Игра Бер положительно отмечена Алин Деймас из The Harvard Crimson. Её идеализированная героиня, Мари, по мнению Дэвида Эдельстина из издания Vulture, представляет собой не проекцию мужского желания, а человека, ещё более беспомощного перед обстоятельствами, чем Георг, который оказывается не в силах рассказать ей правду.